# Agnes Obel
  Agnes Obel  (danès: Agnes Caroline Thaarup Obel)  (Copenhaguen, 28 d'octubre de 1980) nom artistic d'Agnes Caroline Thaarup Obel és una compositora i cantant danesa. El seu primer àlbum,   Philharmonics , va ser llançat per PIAS Recordings el 4 d'octubre de 2010 a Europa, concretament a Dinamarca, Noruega i Alemanya.  Philharmonics va ser guardonat com a disc d'or el juny de 2011 per la Belgian Entertainment Association (BEA) després de vendre'n més de 10,000 còpies. Al Danish Music Awards al novembre de 2011, Agnes Obel va guanyar cinc premis: Millor Àlbum de l'Any, Millor Llançament Pop de l'Any, Millor Artista Debut de l'Any, Millor Artista Femenina de l'Any i Millor Compositor de l'Any.

## Biografia

### Joventut
Obel, i el seu germà més jove Holger, van créixer en un entorn poc convencional. El seu pare tenia tres fills d'un altre matrimoni. Ell adorava col·leccionar estranys objectes i instruments com el xilòfon i el contrabaix. La seva mare, Katja Obel, era jurista, però també una músic brillant. Ella acostumava a tocar Bartók i Chopin al piano. En una casa envoltada de so i música Agnes Obel va aprendre a tocar el piano a una edat molt jove. Sobre el seu aprenentatge, Obel diu: "Vaig tenir un mestre de piano clàssic que em deia que no havia de tocar el que no m'agradava. Així que jo només tocava el què m'agradava. Mai em van obligar a tocar res més." Durant la seva infantesa, Agnes Obel trobà la seva inspiració en el treball de Jan Johansson. Les cançons de Johansson, tonades d'Europeu folk amb un estil proper al jazz, van influir sobre la jove músic.
El 1987, Obel es va unir a una petita banda de música com a cantant i baix elèctric. El grup va aparèixer en un festival i va enregistrar alguns títols.
El 1994, Agnes Obel va tenir un petit paper al curtmetratge The Boy Who Walked Backwards / Drengen der gik baglæ ns produït per Thomas Vinterberg. El seu germà, Holger Thaarup, va ser el personatge principal de la pel·lícula. Agnes Obel apareix només en dues escenes. Ella actua el paper d'un alumne que comparteix la seva taula amb el nouvingut Andreas (Holger Thaarup). Va ser en aquella època que Obel va descobrir el primer àlbum de Portishead. Dummy esdevenia una revelació per a la jove artista: "Estava completament fascinada per aquest àlbum i el so de Bristol. Com a adolescent, sentia que em pertanyia, em va definir. Aquesta barreja de melancolia i fantasia...".
Agnes va assistir a institut  Det frie Gimnàs, una escola lliure on va poder rebre 10 hores setmanals de classes de ceràmica i tocar molta música. Però de seguida va deixar l'escola. "Als disset,(…) vaig conèixer un home que duia un estudi. Vaig deixar de pressa els meus estudis musicals per aprendre tècniques de so." Més tard, i amb l'ajuda del productor i músic danès Elton Theander, Obel va fundar la banda Sohio a Copenhaguen. Però una feina en una banda de rock va mostrar els perills d'un música carregada. Durant una visita a Berlín, l'artista va veure la ciutat com un lloc ideal per a la creació musical, lluny de Copenhaguen que havia esdevingut "una ciutat massa petita, massa obturant." Des del 2005, Obel ha viscut a Berlin. Agnes Obel tenia tres pianos a casa seva: Un Grotrian- Steinweg, un Berdux i un petit orgue antic.
El 2009, Obel va publicar un una cançó de mostra, "Just So", a Myspace. L'empresa de telecomunicacions Deutsche Telekom va utilitzar "Just So" per a un anunci i, després d'aquesta gran oportunitat, fou més senzill per a Obel de trobar un segell discogràfic pel seu primer àlbum.

### Vida personal
Agnes Obel ha viscut des del 2006 a Berlin amb la seva parella Alex Brüel Flagstad. Flagstad és un fotògraf i artista d'animació que va filmar i va dirigir el vídeo de música per "Riverside" de l'àlbum debut d'Obel "Philharmonics" (2010). Flagstad ha dirigit també vídeos per alguns títols del seu LP Aventine (2013), incloent "Dorian", "The Curse" i " Aventine". Sobre Flagstad, Obel diu : "Paro de treballar quan ell m'empeny fora de l'estudi i, fins i tot si tenim gustos diferents, (…) Ell és el meu millor crític. (…) El conec des de la meva adolescència."

### Philharmonics
Obel debutà com a cantant solista amb el seu primer àlbum Philharmonics (2010). Ella escriu, toca, canta, grava i produeix tot el material. "La música orquestral o simfònica mai em va interessar. Sempre em van atreure les melodies senzilles, gairebé infantil.(…) Vaig esperar un llarg temps abans d'escriure textos perquè la música sembla explicar una història, projectar imatges." El seu piano és realment molt més que un instrument— Obel diu, "El piano i el cant són dues coses iguals per mi – potser no inseparables, però molt connectades. Podries dir que són com dues veus iguals." Obel diu que, "La música és la manera més òbvia d'expressar què sóc, on sóc." "No tinc el sentiment de ser motivada per la ràbia, la venjança o la frustració. Faig exactament el que sempre vaig voler fer. De fet, no tinc el sentiment d'haver escollit la música. La música em va escollir a mi."
"No surto i busco inspiració, crec que la inspiració em ve de la melodia. De vegades sento que una melodia no té res a veure amb mi, però és simplement una cosa que ve, se'm va acumulant mentre toco el piano i, aleshores, aquesta petita criatura simplement apareix."
Totes les cançons de Philharmonics són originals, excepte "Close Watch" ("I keep A Close Watch" per John Cale) & "Katie Cruel" (un folk tradicional; a la pista bonus de l'album a iTunes). Dins Live à Paris, llançat l'11 d'abril del 2011 a iTunes, Agnes Obel canta una versió de la canço "Between The Bars" d'Elliott Smith. A més, Agnes va fer un duet amb el cantant Tom Smith de la banda Editors, interpretant "The Christmas Song" per Mel Tormé – que es pot trobar a l'àlbum Funny Looking Angels de Smith & Burrows (llançat al novembre del 2011).
Per la promoció de Philharmonics, Agnes Obel apareix (sota l'objectiu de Mali Lazell) al costat d'un impressionant i preocupant mussol. Això és clarament una referència al clàssic Els Ocells d'Alfred Hitchcock. Tanmateix no hi ha cap mussol a la pel·lícula d'en Hitchcock i moltes persones troben més connexió amb l'univers d'Ingmar Bergman. "Agnes, realment magnífica, s'assembla a Liv Ullmann a la pel·lícula Persona d'Ingmar Bergman o a Tippi Hedren disfressat d'un orgullós Marnie més que al seu catatonic personatge a Els Ocells .
Philharmonics ha obtingut generalment crítiques positives amb per exemple James Skinner de la BBC que diu que "les composicions... són lentes, lúgubres, sepulcrals fins i tot, però no sense un sentit ocasional de bellesa singular". En la revista cultural francesa Les Inrockuptibles, Johanna Seban parla sobre una "puresa desarmada" i diu, "Hi ha, en aquestes profundes i melancòliques balades, la claredat i la tranquil·litzant noblesa des discs de capçalera." Finalment, a Musicomh, Ben Edgell escriu, "Obel canta amb una baixa i tendre gràcia que brilla malencòlica i serene sobre anhelants estampes de cello, arpa i piano. Ella és una màgica sirena, amb una obscur, quasi xiuxiuejada vocal que parla a Ane Brun o Eva Cassidy." Els periodistes francesos han dit que Obel és "Una revelació a seguir".
Aquest primer àlbum ha esdevingut un èxit tan pel que fa a les crítiques rebudes com a nivell comercial. Philippe Cornet subratlla que Philharmonics  és "Un èxit que hipnotitza una era de pau i redempció." El març de 2011 Obel va aparèixer per primer cop als Estats Units. Al festival de música South by Southwest (SXSW) a Austin, Agnes Obel va tocar tots els títols del seu àlbum. L'octubre de 2011, Agnes Obel va signar ambWintrup Musik per a una difusió més important de Philharmonics . Wintrup és un editor independent amb el seu propi departament de promoció de ràdio i televisió i una xarxa mundial d'una "major".
"Just So" va ser presentat en un anunci de Deutsche Telekom a Alemanya.
Tres cançons de l'àlbum eren en la banda sonora de la pel·lículaSubmarine rodat el 2009. "Riverside" va ser presentat a l'episodi "Not Responsible" de Grey's Anatomy  i a l'episodi 12 de la segona temporada d'Offspring. "Avenue" va ser utilitzat a l'episodi "Trust" de la sèrie Revenge. "Riverside" va ser utilitzat en l'episodi "Duplicity" Revenge i als episodis "What Are You Doing Here, Ho-Bag" del CW's Ringer. "Brother Sparrow" és utilitzat a l'anunci de Nivea pel producte Nivea Pur & Natural. L'abril 2011, el grup danèsLulu Rouge ha tret un remix de Riverside. Mantenint la bellesa original de les cançons, Lulu Rouge ha afegit el seu tempo electrònic especial a aquesta coneguda cançó.

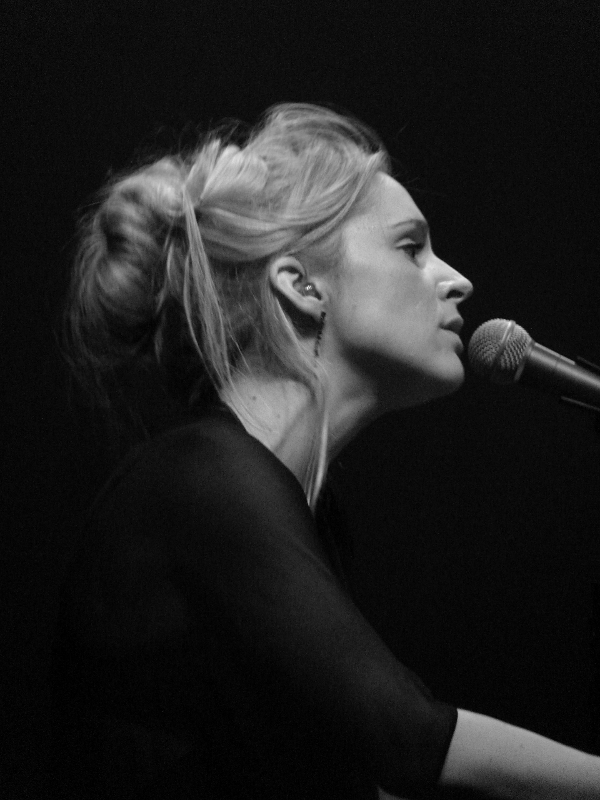
Agnes Obel al Cirque Reial, Brussel·les (2011)

PIAS Recordings va llançar, el 7 de febrer de 2011, una versió "Deluxe" de Philharmonics . Aquesta versió conté onze pistes addicionals. Sis de les quals gravades en un concert a Copenhague i, les cinc restants, instrumentals. Aquests treballs només estan disponibles en aquest àlbum.
El juny de 2011, Philharmonics va ser certificat com a disc d'or per la Belgian Entertainment Association (BEA) després de vendre'n més de 10.000 còpies. Al febrer de 2011, aquest primer àlbum va ser nomenat Àlbum Impala Independent Europeu de l'Any i la cançó Riverside (de la banda sonoraSubmarine ) va guanyar el Premi Robert a la millor cançó de l'any 2011
L'octubre del 2011, Agnes Obel guanyà un dels premis del 2012 European Border Breakers Awards. El premi celebra els millors nous talents Europeus en música pop.
Al novembre de 2011, Agnes Obel triomfa als Danish Music Awards amb cinc premis pel seu primer àlbum Philharmonics. L'artista guanya pel Millor Àlbum De l'Any, Millor Llançament Pop De l'Any, Millor Artista de Debut De l'Any, Millor Artista Femenina De l'Any i Millor Compositor De l'Any.

### Aventine
Obel va començar a treballar en el seu segon àlbum el 2011. En una entrevista, Obel explicà, "hi hi haurà melodies noves que no tenen origen en la meva vida a Berlín o quan era un adolescent. Començaré a enregistrar aquest estiu quan faci una pausa en la meva gira." Sobre el seu nou àlbum va dir, "vaig començar per escriure peces noves, però totes eren instrumentals, únicament amb el piano… En aquest moment, em sento més inclinada a compondre peces instrumentals. Ja he començat a escriure alguns textes, però per mi, és més difícil compondre melodies."
L'abril de 2012, Agnes Obel va començar a enregistrar el seu nou àlbum nou al Lichte Studio de Berlín. El 20 de juny de 2013, Obel va revelar que el seu àlbum nouAventine es llançaria el 30 de setembre de 2013.
"Al darrer àlbum no volia destorbar la melodia amb massa històries. Aquesta vegada volia saber si era possible crear imatges amb paraules, amb el so de les paraules.(…) Penso que això està bé quan el que escolta, sent d'una manera diferent al que crea. Tots escoltem des de diferents perspectives. (…) No vull imposar la meva subjectivitat al que escolta."
La canço Aventine Hill fa referència al turó Aventí, un dels set turons que envolten Roma, però Obel diu: "Si vaig escollir aquest nom és només perquè m'agrada la manera com sona."
Sobre Aventine, Agnes Obel va comentar: "Ho vaig enregistrar tot força junt, tot de prop en una habitació petita, amb veus aquí, el piano aquí – tot proper. Així que és dispers, però canviant el rang dinàmic de les cançons vaig poder crear gairebé paisatges musicals. Era capaç de fer que una cosa semblés gran només amb uns pocs instruments."
Únicament disponible a iTunes: "September Song' és una feina molt personal del compositor. En una entrevista, Obel va especificar : "Quan componc, no penso en una estació en particular. Però la tardor m'agrada especialment. Una atmosfera molt poètica emergeix de dies de cels blaus immensos quan les fulles vermelloses són il·luminades pel sol."
La revista francesa Les Inrockuptibles  comenta: "Aquest àlbum nou és, lògicament i per moltes persones, un esdeveniment." "The Curse", el primer single de l'àlbum, va ser llançat el 20 d'agost. El videoclip de "The Curse", amb una estètica onírica i vintage, va ser dirigit per Alex Brüel Flagstad.  Les Inrockuptibles dona també un enllaç per descobrir un altre títol d'Aventine: "Fuel to Fire". Flagstad dirigí també el clip de vídeo d'"Aventine" i va utilitzar només un telèfon mòbil per a filmar Agnes.
Agnes Obel va tocar al Festival de Regne Unit iTunes UK Festival a Roundhouse a Londres el 17 de setembre de 2013. L'espectacle està disponible dins a l'iTunes.
Franc Eidel, de quebecspot.com, comenta: "és una fascinant col·lecció de peces notables, amb arranjaments rics i intensos que donen suport a l'enlluernadora veu d'Obel."
Des del 24 de setembre,  Aventine és disponible a iTunes. Tom Burgel escriví: "Les poques reaccions recollides han estat molt positives i, ja, amb molt d'amor: L'elegància d'Agnes i la singular gràcia de les seves escriptures causarà, sense dubte, fortes palpitacions als cors dels seguidors."
El lloc de web Mushroompromotions subratlla: "‘Aventine' és un bonic àlbum, intriganment relaxat. Si el primer rècord fos una volta a través del bosc, aquest dona temps de veure la bellesa i sentir la textura en una sola fulla. És microcosmic i universal al mateix temps. (…) Agnes crea el seu propi món, o com ella l'anomean, una bombolla o bomba de buit, per fer la seva música. Una vegada dins (o hauria de ser fora?), ella ja no conscient que està passant. Això és el misteri del seu modus operandi, cosa que ella no pot explicar. Que simplement afegeix a la qualitat etèria de la seva música."

## Influències
Agnes Obel és influïda per artistes com Roy Orbison, Joni Mitchell i PJ Harvey, i també pels compositors francesos Claude Debussy, Maurice Ravel i Erik Satie. També li agrada Edgar Allan Poe i els fotògrafs Sybille Bergemann, Robert Mapplethorpe, Tina Modotti i Alfred Hitchcock. Sobre Hitchcock, ella diu, "adoro el seu enigmatic estil, la seva sofisticada estètica, però sempre amb una simplicitat extrema." La portada del seu primer àlbum, fotografiada pel fotògraf de Berlín Mali Lazell, és un 'homenatge' a The Birds . A Agnes Obel li agrada també el cineasta Maya Daren. De vegades, Obel prova algunes de les seves demos a les pel·lícules de Daren.

## Discografia

### Àlbums d'estudi
| Títol                                                      | Detalls de l'àlbum                                                                          | Posicions més altes de la llista | Posicions més altes de la llista | Posicions més altes de la llista | Posicions més altes de la llista | Posicions més altes de la llista | Posicions més altes de la llista | Posicions més altes de la llista | Posicions més altes de la llista | Certificacions                                                 |
| Títol                                                      | Detalls de l'àlbum                                                                          | DEN                              | BEL                              | FRA                              | IRE                              | NLD                              | NOR                              | SWI                              | UK                               | Certificacions                                                 |
| ---------------------------------------------------------- | ------------------------------------------------------------------------------------------- | -------------------------------- | -------------------------------- | -------------------------------- | -------------------------------- | -------------------------------- | -------------------------------- | -------------------------------- | -------------------------------- | -------------------------------------------------------------- |
| Philharmonics                                              | - Llançat: 4 d'Octubre del 2010 - Label: PIAS - Formats: LP, CD, descàrrega                 | 1                                | 1                                | 8                                | —                                | 9                                | —                                | 58                               | —                                | - DEN: 6× Platinum - BEL: Platinum - FRA: Platinum - NLD: Gold |
| Aventine                                                   | - Released: 30 September 2013 - Label: PIAS - Formats: LP, CD, descàrrega                   | 1                                | 1                                | 2                                | 38                               | 5                                | 23                               | 9                                | 63                               | - DEN: Gold                                                    |
| Citizen of Glass                                           | - Released: 21 October 2016 - Label: PIAS - Formats: LP, CD, descàrrega                     | 3                                | 8                                | 6                                | 37                               | 9                                | —                                | 9                                | 30                               | - FRA: Gold                                                    |
| Myopia                                                     | - Released: 21 February 2020 - Label: Strange Harvest Limited - Formats: LP, CD, descàrrega | 11                               | 6                                | 7                                |                                  | 15                               | —                                | 5                                | 34                               |                                                                |
| "—" Llançaments que no han aconseguit posicions rellevants |                                                                                             |                                  |                                  |                                  |                                  |                                  |                                  |                                  |                                  |                                                                |

### EP
| Títol                                                      | Detalls de l'Àlbum                                                          | Posicions més altes de la llista | Posicions més altes de la llista | Posicions més altes de la llista | Posicions més altes de la llista | Posicions més altes de la llista |
| Títol                                                      | Detalls de l'Àlbum                                                          | DEN                              | BEL                              | FRA                              | NLD                              | SWI                              |
| ---------------------------------------------------------- | --------------------------------------------------------------------------- | -------------------------------- | -------------------------------- | -------------------------------- | -------------------------------- | -------------------------------- |
| iTunes Live à Paris                                        | - Llançat: 11 d'abril del 2011 - Segell: PIAS - Formats: Descàrrega digital | —                                | —                                | 131                              | —                                | —                                |
| iTunes Festival: London 2013                               | - Llançat: 25 September 2013 - Segell: PIAS - Formats: Descàrrega digital   | —                                | —                                | —                                | —                                | —                                |
| "—" Llançaments que no han aconseguit posicions rellevants |                                                                             |                                  |                                  |                                  |                                  |                                  |

### Singles
| Single                                   | Year | Posicions més altes a la llista | Posicions més altes a la llista | Posicions més altes a la llista | Posicions més altes a la llista | Posicions més altes a la llista | Posicions més altes a la llista | Certificacions                  | Àlbum         |
| Single                                   | Year | DEN                             | BEL                             | FRA                             | GER                             | NLD                             | SWI                             | Certificacions                  | Àlbum         |
| ---------------------------------------- | ---- | ------------------------------- | ------------------------------- | ------------------------------- | ------------------------------- | ------------------------------- | ------------------------------- | ------------------------------- | ------------- |
| "Riverside"                              | 2010 | 2                               | 3                               | 71                              | —                               | —                               | 58                              | - DEN: Platinum - BEL: Platinum | Philharmonics |
| "Just So"                                | 2010 | —                               | 12                              | —                               | 44                              | 87                              | —                               |                                 | Philharmonics |
| "Brother Sparrow"                        | 2011 | —                               | —                               | —                               | —                               | —                               | —                               | - DEN: Gold                     | Philharmonics |
| "The Curse"                              | 2013 | —                               | 43                              | 112                             | —                               | —                               |                                 |                                 | Aventine      |
| "Fuel to Fire"                           | 2013 | —                               | —                               | 88                              | —                               | —                               |                                 |                                 | Aventine      |
| "—" denotes releases that did not chart. |      |                                 |                                 |                                 |                                 |                                 |                                 |                                 |               |

### Altres cançons destacades
| Single               | Any  | Posicions més altes a la llista | Àlbum         |
| Single               | Any  | BEL                             | Àlbum         |
| -------------------- | ---- | ------------------------------- | ------------- |
| "On Powdered Ground" | 2011 | 26                              | Philharmonics |

### Artista promocionada
| Títol                                                       | Any  | Posicions més altes a la llista | Àlbum                |
| Títol                                                       | Any  | DEN                             | Àlbum                |
| ----------------------------------------------------------- | ---- | ------------------------------- | -------------------- |
| "How Do You Dare?" (Mofosteel featuring Agnes Obel)         | 2009 | —                               | Mofosteel            |
| "The Christmas Song" (Smith & Burrows featuring Agnes Obel) | 2011 | —                               | Funny Looking Angels |